# شاكاري ريتشاردسون
شاكاري ريتشاردسون (25 مارس 2000) هي عداءة أمريكية في سباقات المضمار والميدان تنافس في سباقات 100 متر و200 متر. صعدت إلى الشهرة في عام 2019 كطالبة جديدة في جامعة ولاية لويزيانا، حيث قطعت مسافة 100متر في وقت  10.75 ثانية، ووقت الفوز هذا جعلها واحدة من أسرع عشر نساء في التاريخ بعمر 19 عامًا.
في أبريل 2021، حققت أفضل رقم شخصي جديد قدره 10.72 ثانية، لتصبح سادس أسرع امرأة على الإطلاق (في ذلك الوقت) ورابع أسرع امرأة أمريكية في التاريخ. وتأهلت لدورة الألعاب الأولمبية الصيفية 2020 بعد فوزها بسباق 100 متر للسيدات في التجارب الأولمبية بالولايات المتحدة. في 1 يوليو، أفيد أن نتيجة اختبار ريتشاردسون إيجابية لتعاطي القنب بعد نهائي سباق 100 متر في التجارب الأمريكية، مما أبطل فوزها وجعلها غير مؤهلة للمنافسة في سباق 100 متر في الألعاب الأولمبية. وبعد إكمال برنامج الاستشارة بنجاح، قبلت فترة عدم أهلية مدتها شهر واحد بدأت في 28 يونيو 2021. في يوليو 2023، أصبحت البطلة الوطنية للولايات المتحدة في سباق 100 متر للسيدات في بطولة الولايات المتحدة الأمريكية للمضمار والميدان الخارجية لعام 2023، بزمن قدره 10.82 ثانية.
فازت بالميدالية الذهبية في سباق 100 متر في بطولة العالم 2023 في بودابست، بفوزه على شيريكا جاكسون وشيلي آن فريزر برايس في زمن قياسي جديد للبطولة قدره 10.65 ثانية. في اليوم قبل الأخير من بطولة العالم 2023، واصلت الفوز بالميدالية الذهبية كجزء من فريق الولايات المتحدة الأمريكية في نهائي سباق 4 × 100 متر للسيدات مع رقم قياسي في البطولة قدره 41.03 ثانية.